# Legoland Japan
Legoland Japan (レゴランド・ジャパン Regorando Japan) er en temapark i Nagoya, Japan. Parken åbnede 1. april 2017 som den første Legoland-temapark i Japan, den anden i Asien efter Legoland Malaysia Resort og den ottende på verdensplan. Parken omfatter en række forlystelser samt et miniland med kendte steder så som Tokyo Station, Kiyomizu-templet i Kyoto og Nagoya-borgen. Det forventes at parken vil få over to millioner besøgende om året.
Planerne om at åbne et Legoland i Nagoya blev annonceret af Merlin Entertainments 30. juni 2014. Anlægsarbejdet begyndte officielt 15. april 2015. 27. marts 2017 blev der indsat et tog med Legoland-tema på Nagoya Rinkai Rapid Transit Aonami Line for at fejre åbningen af parken, der fandt sted 1. april 2017. Ved åbningen var billetpriserne på 6.900 yen for voksne og 5.300 yen for børn i alderen 3-12 år. Mange nyhedssider havde kommentarer til billetpriserne, der kan sammenlignes med Tokyo Disneyland, selvom Legoland Japan er betydeligt mindre. Merlin Entertainments har planer om at etablere et Legoland Hotel og et Sea Life-akvarium ved siden af parken i 2018 for at gøre stedet til et ferieområde, hvilket forventes at vil koste 10 mia. yen.